# 辰巳八郎
辰巳 八郎（たつみ はちろう、1929年2月17日 - 2002年9月19日）は、日本の元プロボクサー。本名は湯浅 幸四郎（ゆあさ こうしろう）、プロデビュー時のリングネームは中村 昭一（なかむら しょういち）。京都府京都市下京区出身。元日本ウェルター級（2度獲得）、日本ミドル級（3度獲得）、OBF東洋ミドル級（3度獲得）王者。日本ミドル級王座13度防衛は同級の最多連続防衛記録。現役時代は新和拳所属。

## 人物
中量級を代表する選手が少ない中、左右のストレートを武器に特異なセンスとテクニックで2階級を制覇した。筋骨逞しいわけではなく、脚はほっそりと伸び、バランスのとれた体の持ち主だった。体が柔らかく、フットワークも滑らかだった。プロデビューから2年後には日本ウェルター級王座を獲得、さらに2年後には同ミドル級王座を獲得した。パンチはそれほど強烈ではなかったが、連打を絶やさない一方で相手のパンチは空振りさせ、TKOでの勝利が多かった。
マネージャーの若松巌は戦前は作曲家でもあり、戦後は新橋にとんかつ店「団十郎」を開いたが、ボクシングに関しては全くの素人で、辰巳の指導においても誰にでもできる指示を出すばかりであった。しかし若松に「横へ」と指示されれば辰巳のセンスはサイドステップしてワンツーを相手の顔へ送る動きを実現してみせた。

## 来歴

### 日本王座2階級制覇
1947年3月22日、プロデビュー戦では4RKO勝利。
1949年4月29日、甲子園球場で河田一郎に判定勝利を収め、日本ウェルター級王座を獲得した。同年9月27日、大阪球場で河田との再戦に7RKO勝利を収め、同王座の初防衛に成功した。
日本ウェルター級王座を3度防衛後の1951年1月9日、日比谷公会堂で新井正吉に6R終了TKO勝利を収め、日本ミドル級王座を獲得した。
同年5月9日、後楽園球場で行われた日本王座の5度目の防衛戦で椎名勇夫に判定負けを喫し、同王座を失った。日本ミドル級王座を2度防衛後の同年10月1日、後楽園球場で椎名からの日本ウェルター級王座奪回に挑戦したが、判定負けを喫した。
日本ミドル級王座を4度防衛後の1952年6月21日、後楽園アイスパレスで、羽後武夫に移った日本ウェルター級王座に挑戦し、判定勝利により獲得した。同年7月29日、アメリカ人選手フィル・リゾとのノンタイトル10回戦に判定勝利を収め、さらに同年9月9日、ミドル級王座の5度目の防衛戦でリゾと再戦し、判定勝利を収めた。この2度の戦いでは接近戦を得意とするリゾを左ジャブで押さえ、ワンツーストレートの速射を武器に打ち合う果敢な打撃戦を展開した。

### 東洋王座挑戦・獲得
日本王座を1度防衛後の1953年1月4日、ソムデス・ヨントラキットと東洋ウェルター級王座決定戦を争うが判定負けを喫した。日本王座を2度防衛後の同年6月15日、ヨントラキットとの再戦で東洋ウェルター級王座に挑戦したが判定負けを喫し、同年6月26日、日本ウェルター級、日本ミドル級の両王座を返上した。
1954年1月18日、共立講堂で日本ウェルター級王者横山守に判定勝利を収め、王座を獲得した。
同年3月22日、トニー・アルデゲールと初代東洋ミドル級王座を決定戦で争い、6RKO勝利を収めて同王座を獲得。さらに同年4月19日、アルデゲールとの再戦で同王座の初防衛に成功した。
同年7月2日、大阪府立体育館で行われた横山守との通算5度目の対戦に判定勝利を収め、日本王座の初防衛に成功した。
1955年4月20日、ソムデス・ヨントラキットに11RTKO負けを喫してOBF東洋ミドル級王座を失った。当時26歳ながら90戦程度を経験し、本来の動きは見られなくなっていたが、日本ミドル級王座を2度防衛後の同年12月3日、ヨントラキットの返上により空位となったOBF東洋ミドル級王座をセーマ・クラスクと争い、判定勝利を収めて同王座を獲得した。
1956年1月8日、大阪府立体育館で大貫照雄に判定負けを喫してOBF、日本の両ミドル級王座を失ったが、同年4月9日、後楽園ローラースケート場で大貫に判定勝利を収めて両王座を奪回、さらに同年10月3日、後楽園球場で大貫に6RKO勝利を収めて両王座の初防衛に成功した。1957年6月1日、ダウソン・シンガバロップに判定負けを喫してOBF王座を失った。日本王座を11度防衛後の1960年10月22日、海津文雄の持つOBF東洋ミドル級王座に挑戦したが判定負けを喫した。
1962年6月3日、後楽園ジムで行われた日本王座の14度目の防衛戦で前溝隆男に10R判定負けを喫して6年あまり守った王座を失い、この試合を最後に現役を引退した。
2002年9月19日午前3時47分、脳梗塞のため東京都品川区の病院で死去した。

## 戦績
プロボクシング：121戦89勝 (28KO) 27敗5分6EX
| 戦           | 日付           | 勝敗 | 時間   | 内容 | 対戦相手                 | 国籍           | 備考                                                      |
| ------------ | -------------- | ---- | ------ | ---- | ------------------------ | -------------- | --------------------------------------------------------- |
| 35           | 1949年4月29日  | 勝利 | 10R    | 判定 | 河田一郎 （オール）      | 日本           | 日本ウェルター級タイトルマッチ                            |
| 40           | 1949年9月27日  | 勝利 | 7R     | KO   | 河田一郎 （オール）      | 日本           | 日本王座防衛1                                             |
| 47           | 1950年4月17日  | 勝利 | 7R     | KO   | 呉川勇 （IBC）           | 日本           | 日本王座防衛2                                             |
| 54           | 1950年9月25日  | 引分 | 10R    | 判定 | 秋山政司 （極東）        | 日本           | 日本王座防衛3                                             |
| 57           | 1951年1月5日   | 勝利 | 6R終了 | TKO  | 新井正吉 （IBC）         | 日本           | 日本ミドル級タイトルマッチ                                |
| 58           | 1951年2月3日   | 勝利 | 10R    | 判定 | 矢口利夫 （鈴木）        | 日本           | 日本王座防衛4                                             |
| 60           | 1951年5月9日   | 敗北 | 10R    | 判定 | 椎名勇夫 （高千穂）      | 日本           | 日本王座陥落                                              |
| 62           | 1951年7月9日   | 勝利 | 10R    | 判定 | 三上寿一 （城南）        | 日本           | 日本王座防衛1                                             |
| 64           | 1951年8月31日  | 勝利 | 10R    | 判定 | 平間龍雄 （不二）        | 日本           | 日本王座防衛2                                             |
| 65           | 1951年10月1日  | 敗北 | 10R    | 判定 | 椎名勇夫 （高千穂）      | 日本           | 日本ウェルター級タイトルマッチ                            |
| 67           | 1952年1月3日   | 勝利 | 7R     | KO   | 横山守 （国民）          | 日本           | 日本王座防衛3                                             |
| 69           | 1952年4月21日  | 勝利 | 10R    | 判定 | 羽後武夫 （AO）          | 日本           | 日本王座防衛4                                             |
| 71           | 1952年6月21日  | 勝利 | 10R    | 判定 | 羽後武夫 （AO）          | 日本           | 日本ウェルター級タイトルマッチ                            |
| 72           | 1952年7月29日  | 勝利 | 10R    | 判定 | フィル・リゾ             | アメリカ合衆国 |                                                           |
| 73           | 1952年9月9日   | 勝利 | 10R    | 判定 | フィル・リゾ             | アメリカ合衆国 | 日本王座防衛5                                             |
| 74           | 1952年12月6日  | 勝利 | 10R    | 判定 | 山野井清次郎 （青木）    | 日本           | 日本王座防衛1                                             |
| 75           | 1953年1月4日   | 敗北 | 12R    | 判定 | ソムデス・ヨントラキット | タイ           | 東洋ウェルター級王座決定戦                                |
| 77           | 1953年3月5日   | 勝利 | 10R    | 判定 | 高木徹 （帝拳）          | 日本           | 日本王座防衛2                                             |
| 79           | 1953年6月15日  | 敗北 | 12R    | 判定 | ソムデス・ヨントラキット | タイ           | 東洋ウェルター級タイトルマッチ                            |
| 81           | 1954年1月18日  | 勝利 | 10R    | 判定 | 横山守 （国民）          | 日本           | 日本ミドル級タイトルマッチ                                |
| 82           | 1954年3月22日  | 勝利 | 6R     | KO   | トニー・アルデゲール     | フィリピン     | 東洋ミドル級王座決定戦                                    |
| 83           | 1954年4月19日  | 勝利 | 12R    | 判定 | トニー・アルデゲール     | フィリピン     | 東洋王座防衛1                                             |
| 85           | 1954年7月2日   | 勝利 | 10R    | 判定 | 横山守 （国民）          | 日本           | 日本王座防衛1                                             |
| 88           | 1955年4月20日  | 敗北 | 11R    | TKO  | ソムデス・ヨントラキット | タイ           | OBF東洋ミドル級王座陥落                                   |
| 89           | 1955年7月26日  | 勝利 | 7R     | KO   | 横山守 （国民）          | 日本           | 日本王座防衛2                                             |
| 92           | 1955年12月3日  | 勝利 | 12R    | 判定 | セーマ・クラスク         | フィリピン     | OBF東洋ミドル級王座決定戦                                 |
| 93           | 1956年1月8日   | 敗北 | 10R    | 判定 | 大貫照雄 （帝拳）        | 日本           | OBF陥落・日本王座陥落                                     |
| 94           | 1956年4月9日   | 勝利 | 12R    | 判定 | 大貫照雄 （帝拳）        | 日本           | OBF東洋ミドル級タイトルマッチ・日本ミドル級タイトルマッチ |
| 97           | 1956年10月3日  | 勝利 | 6R     | KO   | 大貫照雄 （帝拳）        | 日本           | OBF防衛1・日本王座防衛1                                   |
| 98           | 1957年6月1日   | 敗北 | 12R    | 判定 | ダウソン・シンガバロップ | タイ           | OBF陥落                                                   |
| 100          | 1957年9月28日  | 勝利 | 10R    | 判定 | 山野井清次郎 （青木）    | 日本           | 日本王座防衛2                                             |
| 101          | 1958年1月28日  | 勝利 | 10R    | 判定 | 康世哲                   | 韓国           | 日本王座防衛3                                             |
| 102          | 1958年7月8日   | 勝利 | 10R    | 判定 | 品田博 （帝拳）          | 日本           | 日本王座防衛4                                             |
| 103          | 1958年10月28日 | 勝利 | 10R    | 判定 | 品田博 （帝拳）          | 日本           | 日本王座防衛5                                             |
| 104          | 1959年1月4日   | 勝利 | 10R    | 判定 | 村岡照雄 （神港）        | 日本           | 日本王座防衛6                                             |
| 105          | 1959年4月22日  | 勝利 | 10R    | 判定 | 松谷好美 （中外）        | 日本           | 日本王座防衛7                                             |
| 107          | 1959年5月21日  | 勝利 | 10R    | 判定 | 海津文雄 （笹崎）        | 日本           | 日本王座防衛8                                             |
| 108          | 1959年9月17日  | 勝利 | 10R    | 判定 | 前溝隆男 （不二）        | 日本           | 日本王座防衛9                                             |
| 110          | 1960年1月3日   | 勝利 | 10R    | 判定 | 石橋堅之進 （不二）      | 日本           | 日本王座防衛10                                            |
| 112          | 1960年7月14日  | 勝利 | 10R    | 判定 | 権藤正雄 （平安）        | 日本           | 日本王座防衛11                                            |
| 113          | 1960年10月22日 | 敗北 | 12R    | 判定 | 海津文雄 （笹崎）        | 日本           | OBF東洋ミドル級タイトルマッチ                             |
| 115          | 1961年2月22日  | 勝利 | 10R    | 判定 | 前溝隆男 （不二）        | 日本           | 日本王座防衛12                                            |
| 118          | 1961年10月12日 | 勝利 | 10R    | 判定 | 権藤正雄 （平安）        | 日本           | 日本王座防衛13                                            |
| 120          | 1962年6月3日   | 敗北 | 10R    | 判定 | 前溝隆男 （不二）        | 日本           | 日本王座陥落                                              |
| テンプレート |                |      |        |      |                          |                |                                                           |

## 獲得タイトル
- 第2代日本ウェルター級王座（防衛4）
- 第5代日本ミドル級王座（防衛5）
- 第5代日本ウェルター級王座（防衛2）
- 第7代日本ミドル級王座（防衛2）
- 初代OBF東洋ミドル級王座（防衛1）
- 第3代OBF東洋ミドル級王座（防衛0）
- 第9代日本ミドル級王座（防衛13）
- 第5代OBF東洋ミドル級王座（防衛1）

（日本ミドル級王座の代数は戦後から数えた場合）

## 表彰
- 1949年度プロ部門努力賞
- 1951年度プロ部門努力賞
- 1952年度プロ部門技能賞
- 1952年度プロ部門年間最高試合賞（フィル・リゾ戦）
- 1958年度プロ部門努力賞
- 1960年度プロ部門努力賞
- 1961年度プロ部門努力賞